# Xã Etna, Quận Kosciusko, Indiana
Xã Etna (tiếng Anh: Etna Township) là một xã thuộc quận Kosciusko, tiểu bang Indiana, Hoa Kỳ. Năm 2010, dân số của xã này là 1.503 người.